# Елвіс (фільм, 2022)
«Елвіс» (англ. Elvis) — біографічний фільм про Елвіса Преслі режисера База Лурманна. Спочатку вихід фільму був запланований на 1 жовтня 2021 року, але потім був перенесений на червень 2022 у зв'язку з пандемією COVID-19.

## Сюжет
Сюжет фільму розповідає про кар'єру легенди рок-н-ролу Елвіса Преслі.

## У ролях
- Остін Батлер — Елвіс Преслі
- Том Генкс — полковник Том Паркер
- Олівія Деджонг — Прісцилла Преслі, дружина Елвіса
- Річард Роксбург — Вернон Преслі, батько Елвіса
- Хелен Томсон — Гледіс Преслі, мати Елвіса
- Келвін Гаррісон — Бі Бі Кінг
- Ксав'єр Семюель — Скотті Мур
- Девід Венгем — Хенк Сноу
- Коді Сміт-Макфі — Джиммі Роджерс
- Люк Брейсі — Джеррі Шиллінг
- Дейкр Монтгомері — Стів Біндер
- Наташа Бассетт — Діксі Лок
- Алтон Мейсон — Літл Річард
- Гері Кларк — Артур Крудап
- Джош Макконвілл — Сем Філліпс
- Нікола Белл — Джеймс Істленд
- Адам Данн — Білл Блек

## Розробка
Проєкт був вперше анонсований у квітні 2014 року, коли Баз Лурманн вступив в переговори про режисуру фільму, а Келлі Марсель написала сценарій.
Про подальший розвиток фільму не було відомо до 2019 року, коли Том Хенкс був знятий у ролі Полковника Тома Паркера. Лурманн був призначений режисером, а також замінив Марселя в якості сценариста Крейгом Пірсом і Семом Бромеллом. Першими претендентами на роль Елвіса Преслі були Ансель Елгорт, Майлз Теллер, Остін Батлер, Аарон Тейлор-Джонсон і Гаррі Стайлз. У жовтні Олівія Деджонж була запрошена на роль Прісцилли Преслі.
Зйомки фільму почалися в Австралії 28 січня 2020 року. 12 березня 2020 року зйомки були зупинені, коли Том Хенкс і його дружина Ріта Вілсон отримали позитивний результат на COVID-19 під час пандемії.
Зйомки поновилися 23 вересня 2020 року. Так само у вересні 2020 Люк Капітан, Річард Роксбург, Хелен Томсон, Дакр Монтгомері, Наташа Бассетт, Ксав'єр Семюел, Леон Форд, Кейт Mulvany, Гарет Девіс, Чарльз підстав, Джош Мццонвіллі й Адам Данн приєдналися до акторського складу фільму. Роксбург і Томсон замінили Сьюелла і Джилленхола, які покинули проєкт у зв'язку з перенесенням і затримкою зйомок. Kelvin Harrison Jr. was announced to be portraying B.B. King in December. Так само було оголошено, що Келвін Харрісон-молодший буде зображувати Бі Бі Кінга в грудні. У січні 2021 року повідомлялося, що Елтон Мейсон буде грати Літл Річарда у фільмі.

## Реліз
Раніше планувалося, що він вийде 1 жовтня 2021 року, але його відклали через COVID-19.
Вихід фільму в широкий прокат відбувся 23 червня 2022 року.